# Pierson Fodé

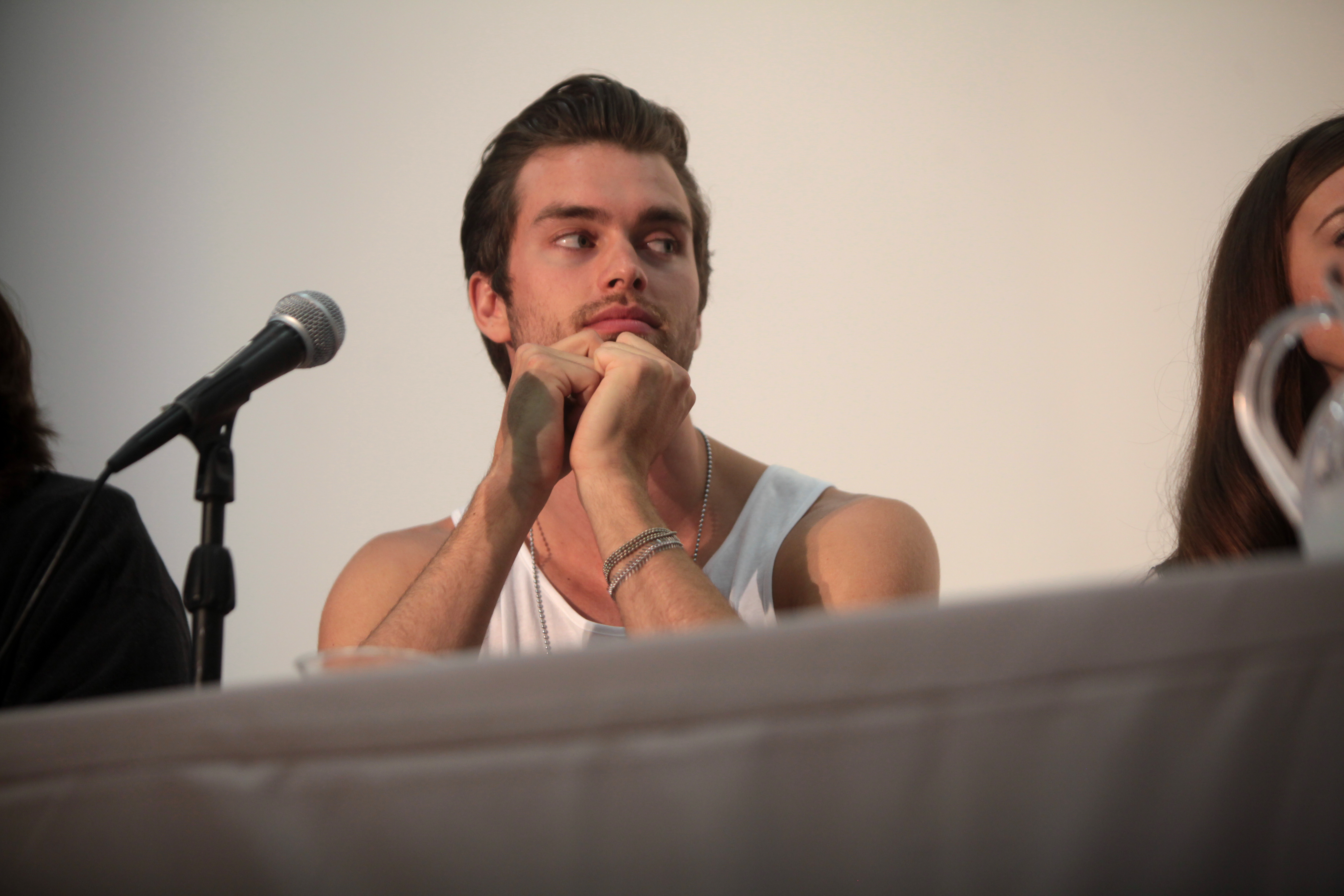
Fodé na VidCon, 2014

Pierson Dane Fodé (ur. 6 listopada 1990 w Moses Lake) – amerykański aktor, osobowość internetowa i model znanym z ról Brooksa w serialu Disney Channel Jessie oraz Ely'ego w komedii romantycznej Naomi and Ely's No Kiss List z 2015 roku. Fodé wcielił się również w postać Thomasa Forrestera w operze mydlanej CBS Moda na sukces.

## Wczesne lata
Urodził się na farmie w Moses Lake w stanie Washington jako trzecie z czworga dzieci Robin i Ronalda „Rona” Fodé. Ma pochodzenie angielskie, niemieckie i holenderskie. Wychowywał się na farmie wraz z dwoma starszymi braćmi, Prestonem i Paytonem, oraz młodszą siostrę, Pharron. W wieku 13 lat, kiedy jeszcze był w szkole średniej, założył Pierced Productions, w którym wyprodukował ponad 20 filmów krótkometrażowych, napisał i grał główną rolę. Po ukończeniu liceum i uzyskaniu tytułu AA w lokalnej uczelni, w wieku 18 lat rozpoczął karierę aktorską. Obecnie mieszka w Los Angeles. 

## Kariera

### Aktor
W 2012 zadebiutował w roli aktorskiej jako Todd w serialu Nickelodeon iCarly z Mirandą Cosgrove, Jennette McCurdy, Nathanem Kressem i Jerrym Trainorem. Za główną rolę Jareda w serii internetowej działającej przez dwa sezony Runaways otrzymał 2012 w nagrodę YouTube w kategorii „Najlepsza opera mydlana”. Następnie wystąpił jako Kruger w telewizyjnym dreszczowcu Wrath of God: Confrontation (2012). Pojawił się też gościnnie jako barman w jednym z odcinków sitcomu Witam panie (Hello Ladies, 2013) – pt.: „Pool Party”. Od tego czasu regularnie pojawia się w produkcjach filmowych, telewizyjnych oraz internetowych.

### Model
Do roku 2011 miał kontrakt z Seattle Talent, a następnie przeniósł się do Wilhelmina Models. Jako model otrzymał kilka nagród, takich jak „Gwiazda roku”, „Najlepszy model na wybiegu”, „Najlepsze zdjęcia mody”, „Najlepsze występy scenograficzne”, „Najlepsza reklama telewizyjna”, „Czysta piękność” i „Najlepszy uśmiech”.

## Życie prywatne
W czerwcu 2019 roku Fodé ujawnił na Instagramie, że doznał urazu mózgu i miał zaniki pamięci, a także nosił monitor pracy serca, aby śledzić swoje zaniki pamięci. Całkowicie wyzdrowiał i aktywnie angażuje się w pomoc innym osobom z poważnymi urazami oraz tym, którzy chcą pomagać.
Pierson lubi jeździć na motocyklu, skakać ze spadochronem, uprawiać parkour oraz aktywnie angażować się w działalność charytatywną, współpracując z organizacjami takimi jak Saving Innocence, Heifer International i St. Jude's w Los Angeles. W 2020 roku zaczął spotykać się z aktorką Saxon Sharbino.

## Filmografia

### Filmy
| Rok  | Tytuł                        | Rola               |
| ---- | ---------------------------- | ------------------ |
| 2014 | The Assault                  | Reed               |
| 2014 | Indigenous                   | Trevor             |
| 2015 | Naomi and Ely's No Kiss List | Ely                |
| 2017 | The Outcasts                 | Uczestnik balu     |
| 2017 | MDMA                         | Alex               |
| 2018 | Kill Game                    | Ryan               |
| 2020 | It's Time                    | Brad Gaines        |
| 2020 | Reboot Camp                  | Keef               |
| 2022 | Człowiek z Toronto           | Człowiek z Toronto |
| 2022 | All the Men in My Life       | Compeysom          |
| 2024 | Out of Hand                  | David              |
| 2024 | 72 Hours                     | Tye Revello        |
| 2025 | Marshmallow                  | Kazswar            |
| 2025 | Dope Queens                  | Blake              |
| 2025 | Nie ten Paryż                | Trey McAllen       |
| 2025 | Swiped                       |                    |

### Produkcje telewizyjne
| Rok       | Tytuł                       | Rola                  |
| --------- | --------------------------- | --------------------- |
| 2012      | iCarly                      | Todd                  |
| 2012      | Wrath of God: Confrontation | Kruger                |
| 2013      | Witam panie                 | Bartender             |
| 2014–2015 | Jessie                      | Brooks Wentworth III  |
| 2015–2018 | Moda na sukces              | Thomas Forrester      |
| 2018      | Hit the Floor               | Chris Banks           |
| 2019      | Dynastia                    | Joel Turner           |
| 2020      | Supergirl                   | Angus / Gregory Bauer |
| 2020      | Tacoma FD                   | Jan Damme             |
| 2022      | Królestwo zwierząt          | Ryan                  |
| 2022      | Leverage: Redemption        | Kyle Fury             |
| 2023      | Based on a True Story       | Chloe's date          |

### Produkcje internetowe
| Rok  | Tytuł                    | Rola         |
| ---- | ------------------------ | ------------ |
| 2012 | Runaways                 | Jared Slater |
| 2013 | Storytellers             | Blazer       |
| 2018 | Real Bros of Simi Valley | Yonder       |

## Nagrody i nominacje
| Rok  | Nagroda            | Kategoria                                    | Produkcja      | Rezultat  | Źródło |
| ---- | ------------------ | -------------------------------------------- | -------------- | --------- | ------ |
| 2016 | Daytime Emmy Award | Najlepszy młody aktor w serialu dramatycznym | Moda na sukces | Nominacja | [ 11 ] |
| 2017 | Daytime Emmy Award | Najlepszy młody aktor w serialu dramatycznym | Moda na sukces | Nominacja | [ 12 ] |